# Arrondissement di Amiens
L'arrondissement di Amiens è una suddivisione amministrativa francese, situata nel dipartimento della Somme e nella regione dell'Alta Francia.

## Composizione
L'arrondissement di Amiens raggruppa 313 comuni in 21 cantoni:
- cantone di Acheux-en-Amiénois
- cantone di Amiens-1 (Ovest)
- cantone di Amiens-2 (Nord-Ovest)
- cantone di Amiens-3 (Nord-Est)
- cantone di Amiens-4 (Est)
- cantone di Amiens-5 (Sud-Est)
- cantone di Amiens-6 (Sud)
- cantone di Amiens-7 (Sud-Ovest)
- cantone di Amiens-8 (Nord)
- cantone di Bernaville
- cantone di Boves
- cantone di Conty
- cantone di Corbie
- cantone di Domart-en-Ponthieu
- cantone di Doullens
- cantone di Hornoy-le-Bourg
- cantone di Molliens-Dreuil
- cantone di Oisemont
- cantone di Picquigny
- cantone di Poix-de-Picardie
- cantone di Villers-Bocage